# لودفيج بورنه
لودفيج بورنه (بالألمانية: Ludwig Börne) كاتب سياسي ألماني. ولد عام 1786 في فرانكفورت، وتوفي عام 1837 في باريس. ينتمي بورنه إلى عائلة يهودية كانت تعمل في مجال البنوك. ودرس الطب والحقوق. وفي عام 1813 طرد من الخدمة لأنه يهودي. وفي عام 1818 تحول إلى البروتستانتية. وفي الفترة من 1822 حتى 1830، عمل صحافياً في باريس. بعد ذلك قرر البقاء في باريس، وأصبح واحداً من أهم المهاجرين الألمان الديموقراطيين الراديكاليين في باريس.

## أعماله
- خطابات من باريس (1832-1834).
- دراسات عن التاريخ والبشر في الثورة الفرنسية «Studien über Geschichte und Menschen der französischen Revolution»

## روابط خارجية
- لودفيج بورنه على موقع الموسوعة البريطانية (الإنجليزية)
- لودفيج بورنه على موقع ديسكوغز (الإنجليزية)